# Cinémathèque Robert-Lynen
Pour les articles homonymes, voir Lynen.
La cinémathèque Robert-Lynen, créée en 1926 par la ville de Paris sous le nom de cinémathèque scolaire de la ville de Paris, est la deuxième plus ancienne cinémathèque de France encore en activité après celle de Saint-Etienne qui a été créée en 1922.
Située 11, rue Jacques-Bingen dans le 17e arrondissement, la cinémathèque Robert-Lynen occupe un bel hôtel particulier depuis 1948.

## Histoire
La cinémathèque Robert Lynen a été créée en 1926 par le conseil municipal de Paris. 
Elle s'installe en 1948 rue Jacques-Bingen, dans un hôtel particulier, don du collectionneur argentin Charles-Vincent Ocampo à la ville. Cet hôtel avait été construit en 1893 par l’architecte Édouard Dailly pour Madame Aubernon, qui y avait tenu un salon réputé.
En 1948, la cinémathèque a accueilli aussi un ciné club qui réunira jusqu'à 550 adhérents.

On lui a donné le nom de l’acteur Robert Lynen (1920-1944) en 1968.

## Missions
Ses missions sont de :
- projeter les films auprès des écoles maternelles et élémentaires grâce à un système de prêt ;
- organiser pour les écoles de la ville de Paris et les centres de loisirs des projections dans un réseau de plusieurs salles partenaires ;
- diffuser les films auprès d'écoles maternelles et élémentaires de la Ville de Paris (7 000 films projetés chaque année à plus de 122 établissements) ;
- former les enseignants, les animateurs des centres de Loisirs  à la lecture des films, l'histoire du cinéma et de la photographie depuis 1991 ;
- animer des classes culturelles et ateliers de cinéma et de photographie ;
- conserver les documents cinématographiques (3 800 courts-métrages dont notamment 400 films scientifiques, techniques artistiques et de découvertes des autres pays réalisés à partir de 1910) ;
- conserver les documents photographiques, vues sur verre ainsi que plus de 10 000 négatifs anciens sur Paris et 3 250 plaques autochromes de la collection Jules Gervais-Courtellemont.

Elle dispose en outre d’une salle de projection, aménagée au début des années 1950, permettant d'accueillir un public restreint depuis 1992, tant que des travaux de mise en conformité n'auront pas été entrepris,,,.
De nombreux partenariats sont menés avec la Cinémathèque française, la cinémathèque de Toulouse, la cinémathèque de Grenoble, L'enfance de l'art, Images en bibliothèques.